# لورا كولودني
لورا كولودني هي صحفية أمريكية متخصصة في التكنولوجيا كتبت أكثر من 2000 مقال لموقع سي إن بي سي وتك كرانش ومنشورات أخرى. تعرف كولودني بعملها في شركات المركبات الكهربائية وتكنولوجيا المناخ، وبشكل خاص في تغطيتها لشركة تيسلا. وهي واحدة من الصحفيين الذين قام إيلون ماسك بحظرهم عمداً على تويتر.

## الحياة المهنية
بدأت كولودني مسيرتها الصحفية المبكرة بالكتابة لمجلة إنك (Inc. magazine)، وذا هوليوود ريبورتر، وفاست كومباني. وخلال هذه الفترة، كتبت كولودني أيضاً لموقع تك تشرش في نيويورك بصفتها كاتبة في مجال التكنولوجيا النظيفة ومحررة للاتجاهات. ثم تولت مسؤولية إدارة رأس المال الاستثماري لشركة دو جونز فينتشر واير وصحيفة ذا وول ستريت لمدة أربع سنوات، بدءاً من عام 2012. أثناء عملها في صحيفة وول ستريت جورنال، نشرت كولودني قصصاً عن زمالة ثيل والمشاهير الذين يستثمرون في الشركات الناشئة.
في عام 2016، انضمت لورا كولودني مجدداً إلى موقع تك تشرش كمحررة للتقنيات الناشئة ومقدمة محتوى مرئي، كما عملت كمحاورة خلال مؤتمر تك تشرش SF 2016. ثم انضمت إلى سي إن بي سي في عام 2017 ولاتزال تعمل من سان فرانسيسكو.

## روابط خارجية
- لورا كولودني على ثريدز